# پولریگیو
پولریگیو (انگلیسی: Polregio) شرکت دولتی ترابری ریلی لهستانی است، که در سال ۲۰۰۱ تأسیس شد.